# Drosophila vireni
Drosophila vireni este o specie de muște din genul Drosophila, familia Drosophilidae, descrisă de Bachli, Vilela și Haring în anul 2002.
Este endemică în Finlanda. Conform Catalogue of Life specia Drosophila vireni nu are subspecii cunoscute.